# Ludwig Wilhelm Geldricus Ernst zu Bentheim und Steinfurt

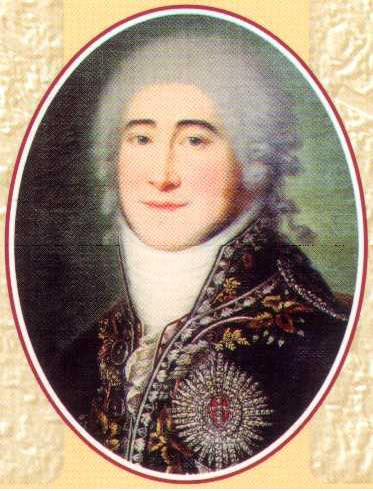
Zeitgenössisches Porträt

Ludwig Wilhelm Geldricus Ernst zu Bentheim und Steinfurt (* 1. Oktober 1756 auf Burg Steinfurt; † 20. August 1817) war ab 1817 der 1. Fürst zu Bentheim und Steinfurt, zuvor war er Reichsgraf zu Steinfurt (1780–1817) und Reichsgraf zu Bentheim (1803–1817).

## Leben
Er war der zweite Sohn von Graf Karl Paul Ernst von Bentheim-Steinfurt und Prinzessin Charlotte Sophie von Nassau-Siegen. Da sein Bruder Karl (* 13. Februar 1753; † 5. September 1772) jedoch noch vor beider Vater starb, wurde Ludwig 1780 dessen Nachfolger als Graf von Steinfurt.
Ludwig zu Bentheim und Steinfurt galt als hochgerühmter Virtuose auf der Flöte und besetzte in seinem Orchester selbst den Platz der ersten Flöte. Zudem erweiterte er die von seinem Vater begründete Musikaliensammlung im Schloss Burgsteinfurt.

## Ehe und Nachkommen
Am 17. Juli 1776 heiratete er Juliane Wilhelmine von Schleswig-Holstein-Glücksburg (* 30. April 1754; † 14. September 1823) der Tochter des Herzogs Friedrich zu Holstein-Sonderburg-Glücksburg. Das Paar hatte folgende acht Kinder:
- Henriette (* 10. Juni 1777; † 8. Dezember 1851) ⚭ 1802 Karl Ludwig August zu Solms-Hohensolms-Lich (* 1762; † 1807)
- Christian (* 1778; † 1789)
- Alexius (* 20. Januar 1781; † 3. November 1866), Ludwigs Nachfolger als Fürst zu Bentheim und Steinfurt
- Wilhelm (* 17. April 1782; † 12. Oktober 1839)
- Ludwig (* 22. November 1787; † 4. Februar 1876)
- Charlotte (* 5. Mai 1789; † 6. Januar 1874)
- Eugen (* 28. März 1791; † 4. Dezember 1871)
- Sophie (* 16. Januar 1794; † 6. Mai 1873) ⚭ 10. September 1823 Karl von Hessen-Philippsthal-Barchfeld (* 27. Juni 1784; † 17. Juli 1854)